# Капрейке
Капрейке (на нидерландски: Kaprijke) е селище в Северна Белгия, окръг Екло на провинция Източна Фландрия. Населението му е около 6100 души (2006).